# زمین‌لرزه جدی ۱۴۰۰ افغانستان
زمین لرزه افغانستان با شدت Mw ۵٫۳  در روز ۲۷ جدی ۱۴۰۰ ساعت ۱۵:۴۰ به وقت محلی در ولایت بادغیس افغانستان رخ داد و منجر به تخریب صدها خانه  و نیز  ۲۸ کشته و ۵ زخمی گردید.